# Peux-et-Couffouleux
Peux-et-Couffouleux is een gemeente in het Franse departement Aveyron (regio Occitanie) en telt 106 inwoners (2009). De plaats maakt deel uit van het arrondissement Millau.

## Geografie
De oppervlakte van Peux-et-Couffouleux bedraagt 23,0 km², de bevolkingsdichtheid is dus 4,6 inwoners per km².
De onderstaande kaart toont de ligging van Peux-et-Couffouleux met de belangrijkste infrastructuur en aangrenzende gemeenten.

## Demografie
Onderstaande figuur toont het verloop van het inwonertal (bron: INSEE-tellingen).

Vanwege een beveiligingsprobleem met de MediaWiki Graph-software is het momenteel niet mogelijk deze grafiek weer te geven. Zodra de software is bijgewerkt zal de grafiek vanzelf weer zichtbaar worden.